# オセアグレイト
オセアグレイト（欧字名:Ocea Great、2016年5月29日 - ）は、日本の競走馬。2020年のステイヤーズステークスの勝ち馬である。
馬名の意味は、オセアニアより＋偉大。

## 戦績

### デビュー前
2017年7月10日の苫小牧市のノーザンホースパークで行われたセレクトセールに上場され、XIAOジャパンが1674万円で落札した。

### 3歳（2019年）
1月20日に中京競馬場の3歳新馬戦（芝2000m）で鞍上木幡育也でデビューし7着、その後も未勝利戦に出走するが勝ちきれず初勝利は6戦目、5月19日の東京競馬場での未勝利戦であった。続く6月15日の稲城特別（1勝クラス）、7月13日の信夫山特別（2勝クラス）を勝ち3連勝とした。9月16日には菊花賞のトライアル競走であるセントライト記念で重賞に初挑戦するも14着と大敗し3歳シーズンを終える。

### 4歳（2020年）
4歳初戦として1月11日の迎春ステークス（3勝クラス）に出走し1着、オープン入りを果たした。2月22日にダイヤモンドステークスに出走するがミライヘノツバサの3着に敗れる。5月9日のリステッド競走のメトロポリタンステークスでは1番人気に押されるが5着に敗れた。その後重賞に3戦出走するも着外に沈んだ。12月5日にステイヤーズステークスに鞍上横山典弘を迎え出走、3番手でレースを進め、最後の直線で逃げ粘っているタガノディアマンテをゴール寸前でアタマ差で差し切り1着、6度目の重賞挑戦で念願の重賞初制覇となった。年末の有馬記念にも出走するがクロノジェネシスの9着に敗れ4歳シーズンを終える。

### 5歳（2021年）
3月27日の日経賞で始動し6着。5月2日の天皇賞（春）では13着と大敗する。秋になり10月10日の京都大賞典では2016年の東京優駿勝ち馬のマカヒキの5年振りの復活勝利の影で6着となった。12月に連覇を目指すべくステイヤーズステークスへ出走する予定であったがレース直前の追い切り後に歩様の異変があったため回避することになった。

### 6歳（2022年）以降
結局、京都大賞典以降は戦列復帰を果たせず、7歳となった2023年12月15日付でJRAの競走馬登録を抹消された。引退後は北海道日高町のヴェルサイユリゾートファームで種牡馬として供用される。

## 競走成績
以下の内容は、JBISサーチおよびnetkeiba.comの情報に基づく。
| 競走日     | 競馬場 | 競走名               | 格   | 距離（馬場）  | 頭 数 | 枠 番 | 馬 番 | オッズ （人気） | 着順 | タイム （上り3F） | 着差 | 騎手        | 斤量 [kg] | 1着馬（2着馬）         | 馬体重 [kg] |
| ---------- | ------ | -------------------- | ---- | ------------- | ----- | ----- | ----- | --------------- | ---- | ----------------- | ---- | ----------- | --------- | ---------------------- | ----------- |
| 2019.01.20 | 中京   | 3歳新馬              |      | 芝2000m（良） | 18    | 7     | 15    | 44.6（10人）    | 07着 | R2:04.0（34.5）   | -0.8 | 0木幡育也   | 53        | クールウォーター       | 494         |
| 0000.02.11 | 東京   | 3歳未勝利            |      | 芝2400m（良） | 14    | 1     | 1     | 14.00（3人）    | 03着 | R2:29.9（33.8）   | -0.4 | 0三浦皇成   | 56        | ローズテソーロ         | 490         |
| 0000.03.10 | 中山   | 3歳未勝利            |      | 芝2200m（良） | 16    | 2     | 4     | 06.50（4人）    | 05着 | R2:16.2（35.6）   | -0.5 | 0三浦皇成   | 56        | スマイル               | 486         |
| 0000.03.30 | 中山   | 3歳未勝利            |      | 芝2000m（良） | 15    | 8     | 14    | 08.40（3人）    | 02着 | R2:02.6（35.4）   | -0.1 | 0野中悠太郎 | 54        | レッドサイオン         | 486         |
| 0000.04.21 | 東京   | 3歳未勝利            |      | 芝2400m（良） | 9     | 8     | 9     | 01.50（1人）    | 02着 | R2:27.2（34.7）   | -0.1 | 0野中悠太郎 | 54        | プルクラ               | 486         |
| 0000.05.19 | 東京   | 3歳未勝利            |      | 芝2400m（良） | 11    | 2     | 2     | 03.50（2人）    | 01着 | R2:26.0（34.1）   | -0.7 | 0野中悠太郎 | 54        | （エクスプローシブ）   | 486         |
| 0000.06.15 | 東京   | 稲城特別             | 1勝  | 芝2400m（不） | 9     | 8     | 9     | 03.80（2人）    | 01着 | R2:33.9（35.6）   | -0.2 | 0野中悠太郎 | 53        | （ゴッドフルール）     | 488         |
| 0000.07.13 | 福島   | 信夫山特別           | 2勝  | 芝2600m（良） | 12    | 5     | 5     | 01.80（1人）    | 01着 | R2:40.2（35.3）   | -0.3 | 0野中悠太郎 | 53        | （プラチナアッシュ）   | 484         |
| 0000.09.16 | 中山   | セントライト記念     | GII  | 芝2200m（重） | 18    | 4     | 7     | 07.10（4人）    | 14着 | R2:13.1（37.1）   | -1.6 | 0野中悠太郎 | 56        | リオンリオン           | 488         |
| 2020.01.11 | 中山   | 迎春S                | 3勝  | 芝2200m（良） | 13    | 4     | 4     | 07.20（4人）    | 01着 | R2:14.4（34.5）   | -0.4 | 0野中悠太郎 | 56        | （サトノエルドール）   | 488         |
| 0000.02.22 | 東京   | ダイヤモンドS        | GIII | 芝3400m（良） | 16    | 1     | 1     | 04.90（2人）    | 03着 | R3:32.0（38.7）   | -0.8 | 0野中悠太郎 | 54        | ミライヘノツバサ       | 484         |
| 0000.05.09 | 東京   | メトロポリタンS      | L    | 芝2400m（良） | 11    | 2     | 2     | 03.40（1人）    | 05着 | R2:26.0（33.3）   | -0.2 | 0野中悠太郎 | 56        | ウラヌスチャーム       | 486         |
| 0000.05.31 | 東京   | 目黒記念             | GII  | 芝2500m（良） | 18    | 8     | 16    | 04.80（2人）    | 06着 | R2:30.2（36.0）   | -0.6 | 0C.ルメール | 55        | キングオブコージ       | 488         |
| 0000.07.12 | 福島   | 七夕賞               | GIII | 芝2000m（重） | 16    | 7     | 14    | 19.1（11人）    | 12着 | R2:03.9（38.2）   | -1.4 | 0野中悠太郎 | 55        | クレッシェンドラヴ     | 488         |
| 0000.11.08 | 東京   | アルゼンチン共和国杯 | GII  | 芝2500m（良） | 18    | 7     | 14    | 26.30（8人）    | 11着 | R2:32.8（35.9）   | -1.2 | 0三浦皇成   | 55        | オーソリティ           | 494         |
| 0000.12.05 | 中山   | ステイヤーズS        | GII  | 芝3600m（稍） | 15    | 6     | 11    | 13.80（7人）    | 01着 | R3:52.0（34.8）   | -0.0 | 0横山典弘   | 56        | （タガノディアマンテ） | 496         |
| 0000.12.27 | 中山   | 有馬記念             | GI   | 芝2500m（良） | 16    | 8     | 15    | 183.4（15人）   | 09着 | R2:35.9（36.8）   | -0.9 | 0横山典弘   | 57        | クロノジェネシス       | 494         |
| 2021.03.27 | 中山   | 日経賞               | GII  | 芝2500m（良） | 15    | 5     | 8     | 09.90（5人）    | 06着 | R2:33.9（35.2）   | -0.6 | 0横山典弘   | 57        | ウインマリリン         | 496         |
| 0000.05.02 | 阪神   | 天皇賞（春）         | GI   | 芝3200m（良） | 17    | 8     | 15    | 41.20（9人）    | 13着 | R3:17.5（39.0）   | -2.8 | 0横山典弘   | 58        | ワールドプレミア       | 496         |
| 0000.10.10 | 阪神   | 京都大賞典           | GII  | 芝2400m（良） | 14    | 7     | 12    | 69.2（14人）    | 06着 | R2:24.9（36.0）   | -0.4 | 0野中悠太郎 | 57        | マカヒキ               | 492         |

## 血統表
| オセアグレイトの血統                     | オセアグレイトの血統                        | オセアグレイトの血統                        | （血統表の出典）                            | （血統表の出典）  |
| 父系                                     | サンデーサイレンス系                        | サンデーサイレンス系                        | サンデーサイレンス系                        | [ § 2 ]           |
| 父 オルフェーヴル 2008 栗毛              | 父の父ステイゴールド 1994 黒鹿毛            | *サンデーサイレンス                         | Halo                                        | Halo              |
| 父 オルフェーヴル 2008 栗毛              | 父の父ステイゴールド 1994 黒鹿毛            | *サンデーサイレンス                         | Wishing Well                                |                   |
| 父 オルフェーヴル 2008 栗毛              | 父の父ステイゴールド 1994 黒鹿毛            | ゴールデンサッシュ                          | *ディクタス                                 | *ディクタス       |
| 父 オルフェーヴル 2008 栗毛              | 父の父ステイゴールド 1994 黒鹿毛            | ゴールデンサッシュ                          | ダイナサッシュ                              |                   |
| 父 オルフェーヴル 2008 栗毛              | 父の母オリエンタルアート 1997 栗毛          | メジロマックイーン                          | メジロティターン                            | メジロティターン  |
| 父 オルフェーヴル 2008 栗毛              | 父の母オリエンタルアート 1997 栗毛          | メジロマックイーン                          | メジロオーロラ                              |                   |
| 父 オルフェーヴル 2008 栗毛              | 父の母オリエンタルアート 1997 栗毛          | エレクトロアート                            | *ノーザンテースト                           | *ノーザンテースト |
| 父 オルフェーヴル 2008 栗毛              | 父の母オリエンタルアート 1997 栗毛          | エレクトロアート                            | *グランマスティーヴンス                     |                   |
| 母 *ブルーダヌーブ Blue Danube 2004 鹿毛 | 母の父Bahri 1992 栗毛                       | Riverman                                    | Never Bend                                  | Never Bend        |
| 母 *ブルーダヌーブ Blue Danube 2004 鹿毛 | 母の父Bahri 1992 栗毛                       | Riverman                                    | River Lady                                  |                   |
| 母 *ブルーダヌーブ Blue Danube 2004 鹿毛 | 母の父Bahri 1992 栗毛                       | Wasnah                                      | Nijinsky II                                 | Nijinsky II       |
| 母 *ブルーダヌーブ Blue Danube 2004 鹿毛 | 母の父Bahri 1992 栗毛                       | Wasnah                                      | Highest Trump                               |                   |
| 母 *ブルーダヌーブ Blue Danube 2004 鹿毛 | 母の母*シンコウエルメス 1993 鹿毛           | Sadler's Wells                              | Northern Dancer                             | Northern Dancer   |
| 母 *ブルーダヌーブ Blue Danube 2004 鹿毛 | 母の母*シンコウエルメス 1993 鹿毛           | Sadler's Wells                              | Fairy Bridge                                |                   |
| 母 *ブルーダヌーブ Blue Danube 2004 鹿毛 | 母の母*シンコウエルメス 1993 鹿毛           | Doff the Derby                              | Master Derby                                | Master Derby      |
| 母 *ブルーダヌーブ Blue Danube 2004 鹿毛 | 母の母*シンコウエルメス 1993 鹿毛           | Doff the Derby                              | Margarethen                                 |                   |
| 母系(F-No.)                              | (FN:4-n)                                    | (FN:4-n)                                    | (FN:4-n)                                    |                   |
| 5代内の近親交配                          | Northern Dancer 5×5×4、ノーザンテースト 5×4 | Northern Dancer 5×5×4、ノーザンテースト 5×4 | Northern Dancer 5×5×4、ノーザンテースト 5×4 | [ § 3 ]           |
| 出典                                     | 1. 2. 3.                                    | 1. 2. 3.                                    | 1. 2. 3.                                    | 1. 2. 3.          |

従兄弟にタワーオブロンドン（スプリンターズステークスなど重賞5勝）、ディーマジェスティ（皐月賞など重賞3勝）